# 盧智燊
盧智燊（英語：Edmond Lo Chi Sun，1973年9月16日—），香港著名舞台劇演員，現為中英劇團助理藝術總監。

## 背景
盧智燊在1986年畢業於路德會沙崙學校，1991年畢業於路德會協同中學（文科班），後就讀香港演藝學院戲劇學院，獲頒藝術學士（榮譽）學位，主修表演。
1998年加入中英劇團成為全職演員。2010年，他獲得香港演藝學院藝術碩士學位，主修導演。2010年起兼任導演。
2014年起為劇團助理藝術總監。
另外，他曾於2003年憑中英劇團的《花樣獠牙》獲得第12屆「香港舞台劇獎」最佳男配角(喜劇/鬧劇)，其後在2007年憑中英劇團的《頭注香》榮獲第16屆「香港舞台劇獎」最佳男主角（喜劇/鬧劇），同年夥拍鍾景輝合作演出《相約星期二》，廣受關注，第七度公演時由陳國邦接棒明哲一角至今。
2022年獲第16屆香港藝術發展獎藝術家年獎（戲劇）。

## 舞台劇作品

### 演出
盧智燊演出過的作品超過80部。以下為其中一些劇目：
- 《近鄉途情怯》
- 《唐吉訶德》
- 《辯護人》(首演及重演)
- 《穿KENZO的女人》
- 《留守太平間》
- 《福爾摩斯四圍騰之華生暴走大狗查》(首演及重演)
- 《過戶陰陽眼》(重演)
- 《羅生門》(首演及重演)
- 《相約星期二》（二十一至二十三度公演）
- 《戇大人》音樂劇
- 《相約星期二》（十九度公演）（只有學生專場）
- 《搏命兩頭騰》（包括首演、重演及廣州公演）
- 《紅色的天空》
- 《禧春酒店》（中英劇團35周年誌慶版）
- 《頭注香》（包括首演、三度公演及2014年演出）
- 《活地阿倫 自作．自受》
- 《正音尋親記》
- 《孤星淚》（包括首演、重演及2013年演出）
- 《威尼斯商人》
- 《相約星期二》（包括首演及六度公演）
- 《科學怪人》
- 《芳草校園》（包括三度公演）
- 《黎民偉開麥拉》
- 《幸遇先生蔡》
- 《點解手牽狗》（包括首演及重演）
- 《丁燈》（包括首演、重演及三度公演）

### 編導
- 《花樣獠牙》
- 《關於面對藝術生涯危機的我無意間成為拯救45周年演出勇者的那件事》
- 《窮艙守護隊》
- 《科學怪人。重生》
- 《完全變態》
- 《解憂雜貨店》（首演,重演及三度公演）
- 《過戶陰陽眼》(重演)
- 《黃色小鴨》
- 《水滸嘍囉》
- 《谷爆笠水帶位員》
- 《大龍鳳》（首演、重演、廣州公演及重演、第五鬥）
- 《月愛·越癲》
- 《復仇者傳聞之驚天諜變反擊戰》
- 《過戶陰陽眼》
- 《夢魅雪夜の真的下雪了》
- 《談談情 • 跳跳橋》
- 《夢魅雪夜》
- 《點解手牽狗》
- 《鐵獅子胡同的回音》
- 《科學怪人》
- 《雪夜頌》
- 《愛》
- 《女子‧兒子‧香港人》

### 曾獲提名
1997年 第六屆香港舞台劇獎獲提名 最佳男主角(喜劇/鬧劇)《棒球狂想曲》* 為香港演藝學院演出。
1998年 第七屆香港舞台劇獎獲提名 最佳男主角(喜劇/鬧劇)《屈打成醫》* 為香港演藝學院演出。
2000年 第九屆香港舞台劇獎獲提名 最佳男配角(喜劇/鬧劇)《轉得快好世界》。
2003年 第十二屆香港舞台劇獎獲提名 最佳男配角(喜劇/鬧劇)《花樣獠牙》。
2007年 第十六屆香港舞台劇獎獲提名 最佳男主角(喜劇/鬧劇)《頭注香》。
2008年 第十七屆香港舞台劇獎獲提名 最佳男主角(悲劇/正劇)《風流劍客》。
2011年 第二十屆香港舞台劇獎獲提名 最佳男主角(喜劇/鬧劇)《胖侶》* 為心創作劇場演出 / 最佳導演(悲劇/正劇)《科學怪人》。
2014年 第二十三屆香港舞台劇獎獲提名 最佳導演(喜劇/鬧劇)《大龍鳳》。
2015年 第二十四屆香港舞台劇獎獲提名 最佳導演(喜劇/鬧劇)《過戶陰陽眼》。
2019年 第二十八屆香港舞台劇獎獲提名 最佳導演(悲劇/正劇)《解憂雜貨店》/ 最佳男主角(悲劇/正劇)《羅生門》。
2020年 第二十九屆香港舞台劇獎獲提名 最佳男配角 (喜劇/鬧劇)《福爾摩斯四圍騰之華生暴走大狗查》。
2022年度 劇評人獎獲提名 年度演員獎 《辯護人》。

## 節目嘉賓
- 2013年8月：新文化運動（香港電台）
- 2015年：新文化運動（香港電台）
- 2015年：今日VIP（無綫電視）
- 2016年：也文也武‬（dbc數碼電台）

## 節目主持
- 2014年及2015年：香港社區口述歷史—香港人情味（香港電台數碼31台）

## [外部連結]
- 盧智燊 個人Facebook
- 香港社區口述歷史—香港人情味 （页面存档备份，存于）
- 路德會協同中學創校60週年特刊 畢業生名單 （页面存档备份，存于）
- 是戲劇找上自己
- 中英劇團演出紀錄 （页面存档备份，存于）
- 香港舞台劇獎 （页面存档备份，存于）
- 演出作品 （页面存档备份，存于）